# Biuletyn Ukrainoznawczy
Biuletyn Ukrainoznawczy – rocznik naukowy wydawany przez Południowo-Wschodni Instytut Naukowy w Przemyślu. Ukazuje się od 1995 roku.
Numery 1 – 4 wychodziły pod nazwą "Biuletyn Informacyjny Południowo-Wschodniego Instytutu Naukowego". Publikuje artykuły dotyczące historii i kultury stosunków polsko-ukraińskich. Periodyk zawiera działy: Z dziejów Ukrainy i stosunków polsko – ukraińskich, Kultura duchowa Polaków i Ukraińców, Historiografia. Polemiki. Dyskusje, Recenzje, Kronika życia naukowego, Kronika Południowo-Wschodniego Instytutu Naukowego. Redaktorem naczelnym jest Stanisław Stępień.